# Hyresgästföreningen

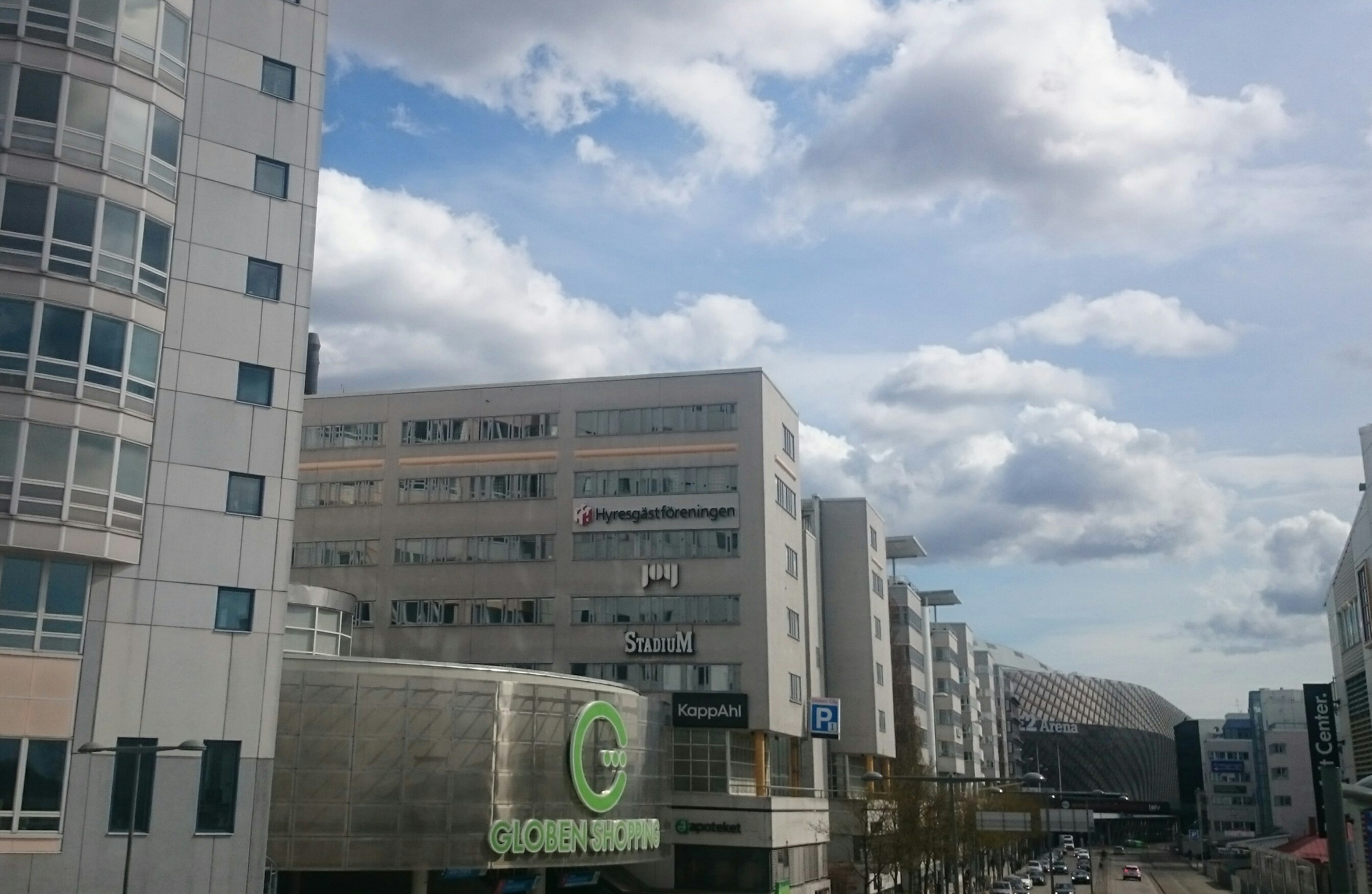
Hyresgästföreningens kontor på Arenavägen i Globenområdet.

Hyresgästföreningen (tidigare Hyresgästernas riksförbund) är en medlemsorganisation och en intresseorganisation för hyresgäster i Sverige. Sedan 2014 är Marie Linder förbundsordförande.

## Historia
Den första hyresgästföreningen startades i slutet av 1800-talet. Den äldsta nu kvarvarande föreningen är föreningen i Nynäshamn som startades 1915. 1923 gick åtta hyresgästföreningar ihop och bildade Hyresgästföreningarnas Riksförbund. 1924 bildades Hyresgästernas Sparkasse och Byggnadsförening (HSB) av Hyresgästföreningen i Stockholm.

## Verksamhet
Hyresgästföreningen har 538 000 medlemmar som får råd och stöd i kontakterna med hyresvärden. Enligt Hyresgästföreningen är verksamhetsidén "Allas rätt till en god bostad till rimlig kostnad" och visionen är: ”Ett tryggt boende där människor och samhälle utvecklas”.
Av föreningens omkring 800 anställda var år 2010 drygt 100 medlemsvärvare som jobbar heltid med att värva medlemmar per telefon eller genom hembesök.

### Hyresförhandling och hyressättningsavgift
Hyresgästföreningens främsta verksamhetsområde är idag att förhandla om hyror med de allmännyttiga bostadsföretagen och privata fastighetsägare. De avtalade hyrorna utgjorde fram till 1 januari 2011 ett slags hyrestak för övriga likvärdiga lägenheter på orten. Men numera har inte de kommunala bostadsföretagen en hyresnormerande roll. I stället ska kollektivt förhandlade hyror - oavsett avtalsparter - vara normerande vid en prövning av en hyras skälighet. Hyresgästföreningen förhandlar nästan alla hyror i Sverige, även för de som inte är medlem hos Hyresgästföreningen. Det finns ett fåtal andra konkurrerande hyresgästföreningar.
Hyressättningsavgift är en avgift som Hyresgästföreningen tar ut för att förhandla hyror och betalas av hyresgästen till hyresvärden genom hyran oavsett om man är medlem hos Hyresgästföreningen eller inte. Från 2011 är avgiften 12 kronor per lägenhet och månad (144 kronor per år). 5 kronor av hyressättningsavgiftens 144 kronor behåller hyresvärden för arbetet att vidaresända beloppet till hyresgästföreningen. Den hyresgäst som själv förhandlar sin hyra betalar ingen avgift. Hyresgäster som inte vill betala avgiften kan kontakta sin hyresvärd. Hyresgästföreningen har tidigare fått avslag på fall där en minoritet av hyresgäster velat ha Hyresgästföreningen som förhandlare.
2015 var inkomsten från hyressättningsavgiften cirka 200 miljoner kronor (25 procent av Hyresgästföreningens samlade intäkter). För år 2016 förhandlade man om ca 1 500 000 hyror för vilket man fick ersättning med ca 216 miljoner kronor som betalades av hyresgäster.[källa behövs]
Kritiker till systemet har bland annat ifrågasatt om förfarande är i linje med grundläggande principer om negativ föreningsfrihet.
Systemet anmäldes 2010 till EU-domstolen.[uppföljning saknas] Hösten 2018 anmälde en hyresgäst sitt kommunala bostadsbolag LKF till Konkurrensverket för brott mot lagen om offentlig upphandling då hyresgästen menade att hyressättningsavgiften var betalning för en konsulttjänst. Ärendet lades sedermera ned eftersom Konkurrensverket konstaterade att förhållandet mellan hyresvärden och Hyresgästföreningen regleras av hyresförhandlingslagen och befintlig förhandlingsordning, och att det därför faller utanför Konkurrensverkets tillsynsuppdrag.

### Juridisk tjänst
Hyresgästföreningen erbjuder juridisk hjälp vid frågor kring ändring av hyresvillkor och återbetalning av oskälig hyra för sina medlemmar.

## Organisation
Förbundsordförande är sedan 2014 Marie Linder, tidigare kommunikationschef på LO.
Hyresgästföreningen är organiserad i fyra nivåer: lokalt, kommunalt, regionalt och på riksnivå. Till varje nivå utser medlemmarna förtroendevalda till styrelser och andra uppdrag. De förtroendevalda medlemmarna fattar de övergripande besluten om hur verksamheten ska skötas.
Följande uppgifter är förbundets egna uppgifter från 2018.
- Antal medlemmar: 538 000 hushåll
- Antal förtroendevalda medlemmar: ca 8 600
- Antal anställda: 860
- Antal lokala hyresgästföreningar: 1 220
- Antal föreningar: 139
- Antal regioner: 9

### Medlemstidning
Medlemstidningen Vår bostad lades ner 2006 och ersattes då av Hem & Hyra.

### Systerverksamhet
Hyresgästföreningen med Riksbyggen finansierar systerorganisationen Jagvillhabostad.nu. Föreningen startade även forumet Boinstitutet år 2017.

## Förhållandet till Socialdemokraterna
Föreningen är partipolitiskt obunden men har band till arbetarrörelsen  bland annat via sitt medlemskap i studieförbundet ABF och Palmecentret.
Många av föreningens förtroendevalda och beslutsfattare som har ett förflutet inom Socialdemokraterna och LO. Samtliga förbundsordförande har haft en bakgrund inom Socialdemokraterna. Exempelvis har fd förbundsordförande Barbro Engman varit riksdagsledamot för Socialdemokraterna, och förbundsordförande Marie Linder var tidigare kommunikationschef på LO.
År 2007 konstaterades att av 105 förtroendevalda inom förbundsstyrelse och regionstyrelser och topptjänstemän var en femtedel förtroendevalda inom arbetarrörelsen. Överrepresentationen för socialdemokrater ökade närmare toppen på hierarkin och i förbundsstyrelsen var 8 av 14 ledamöter aktiva i arbetarrörelsen. Ingen av de 105 makthavarna var moderat, folkpartist, kristdemokrat eller miljöpartist.
Hem & Hyra gjorde 2018 en undersökning av tolv anställda tjänstemän som kandiderade i valet 2018 och av dem var nio socialdemokrater och två var vänsterpartister.
Hyresgästföreningens valledare Markus Selin är vice ordförande för Socialdemokraterna i Täby. Under 2018 drev Selin en personvalskampanj som nr 14 på Socialdemokraternas riksdagslista. Hyresgästföreningens har återkommande bedrivit valrörelse i linje med Socialdemokraternas politik.

## Förbundsordförande
- Marie Linder (2014– )
- Barbro Engman (2000–2014)

## Bildgalleri

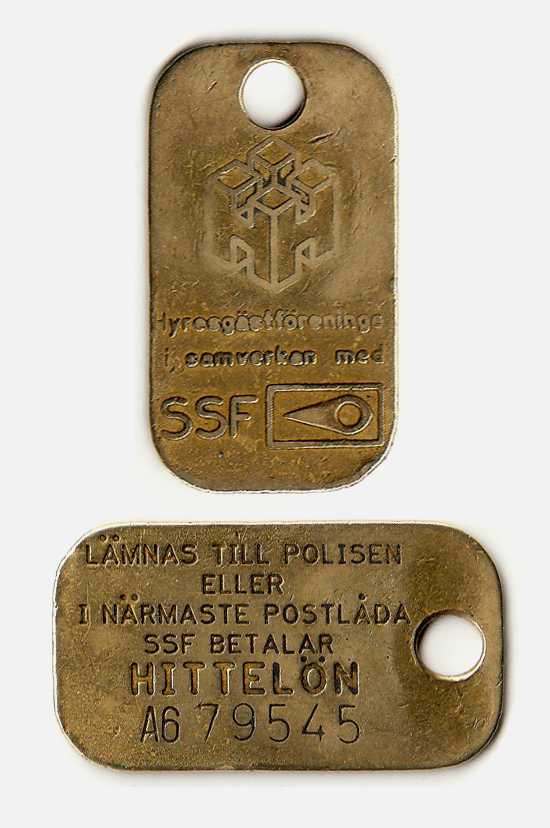
En nyckelbricka från Hyresgästföreningen i samverkan med SSF från ca 1985.

## Fotnoter